# Ștefan cel Mare (Argeș)
Ștefan cel Mare è un comune della Romania di 2 488 abitanti, ubicato nel distretto di Argeș, nella regione storica della Muntenia.
Il comune è formato dall'unione di 2 villaggi: Ștefan cel Mare e Glavacioc.